# Liber Diurnus

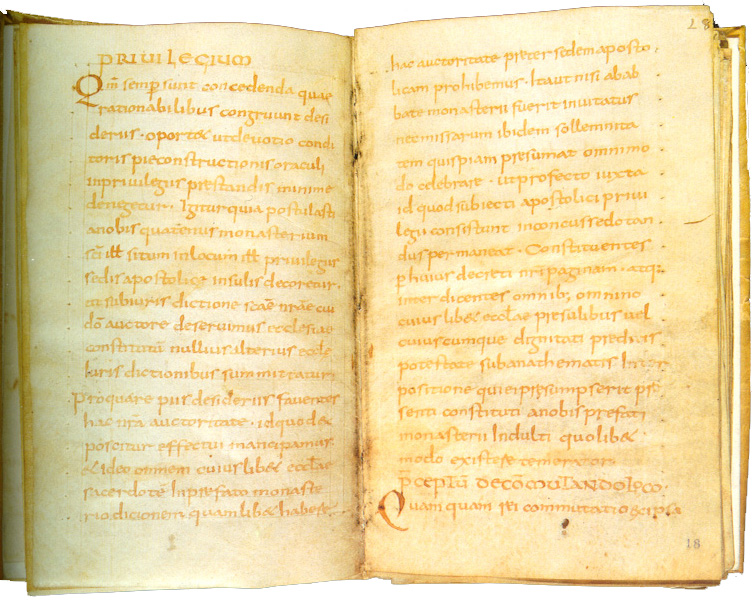
Seiten aus dem Liber Diurnus Romanorum Pontificum (MS Vaticanus)

Liber diurnus Romanorum pontificum ist die (bereits mittelalterliche) Bezeichnung für eine Sammlung von Formeln der päpstlichen Verwaltung in Rom aus dem frühen Mittelalter.

## Inhalt und Geschichte
Die Sammlung enthält ca. 100 Formeln für die in der Kanzlei üblichen Vorgänge, wie Briefe, Urkunden, Wahl und Inthronisation des Papstes, Amtsantritte von Bischöfen, Gründung von Klöstern und die Weihe von Kirchen, d. h. Dokumente, die alle Bereiche der Kirchenverwaltung betreffen. Die ältesten Formeln könnten noch aus dem späten 5. Jahrhundert stammen, wobei es über die genaue Datierung geteilte Meinungen gibt. Auch die Art der Verwendung ist umstritten; die erhaltenen Handschriften haben jedenfalls nicht zur Abfassung päpstlicher Schreiben gedient, wie die Forschung früher meinte.

## Handschriften
Die einzigen erhaltenen Handschriften des Liber diurnus aus dem Mittelalter sind:
1. Vatikanisches Apostolisches Archiv, Misc., Arm. XI,19 (bekannt als Vaticanus oder unter der Sigle V). Ursprünglich aus Nonantola, im 17. Jahrhundert von Lukas Holste im Kloster Santa Croce in Gerusalemme in Rom entdeckt worden, seit dem 18. Jahrhundert im Vatikan, zwischenzeitlich in Paris. Während der Amtszeit von Augustin Theiner als Präfekt der Vatikanischen Archive war die Handschrift schwer zugänglich und wurde teilweise als unauffindbar ausgegeben.
2. Benediktinerabtei Egmond, Klosterbibliothek, Ms. G II (Sigle C = Claromontanus). Geschrieben in Italien, seit dem frühen 17. Jahrhundert in der Bibliothek der Jesuiten (Collège de Clermont) in Paris. Die Handschrift ging 1746 verloren, war zwischenzeitlich vermutlich im Museum Meermanno-Westreenianum in Den Haag (heute: Huis van het boek) und tauchte erst 1937 wieder auf.
3. Mailand, Biblioteca Ambrosiana, I 2 sup. (Sigle A = Ambrosianus) aus der Abtei Bobbio in Italien, wohl seit 1606 in der Ambrosiana. Die Handschrift wurde erst Ende des 19. Jahrhunderts bekannt.

Alle drei Handschriften weichen voneinander ab, keine enthält alle Formeln.
Es ist anzunehmen, dass es weitere, heute verlorene Abschriften gab. Den sichersten Hinweis auf eine im Vergleich zu den erhaltenen Handschriften jüngere Fassung bietet die Kanones-Sammlung des Kardinals Deusdedit von 1087: Die Sammlung enthält mehrere Formeln aus dem Liber diurnus und verwendet dabei offensichtlich eine verlorene Fassung. Alle Formeln des Liber diurnus, die sich in mittelalterlichen Rechtssammlungen wie dem Decretum Gratiani finden, gehen auf Deusdedits Auszüge zurück.
Daneben gibt es neuzeitliche Abschriften, die aber keinen eigenständigen Wert für die mittelalterlichen Fassungen des Liber diurnus haben.

## Geschichte der Textausgaben
Die Geschichte der Textausgaben des Liber diurnus ist kompliziert und von erheblichen Konflikten begleitet, da er eine der wichtigsten Quellen zum sogenannten Honoriusstreit enthält. Mehrere Ausgaben wurden entweder abgebrochen (so die von Francesco Zaccaria) oder ihr Erscheinen verhindert (wie im Falle Holstes).
Aus Kirchenrechtssammlungen wie dem Decretum Gratiani wussten Kanonisten seit langem von einem Formelbuch, das in diesen Sammlungen als Liber diurnus bezeichnet wird. Antonio Agustín (1516–1586) scheint danach gesucht zu haben, offenbar aber vergeblich. Um 1641 wurde die heute im Vatikan aufbewahrte Abschrift in Santa Croce von Lukas Holste, dem päpstlichen Bibliothekar, wiederentdeckt. Von den Jesuiten in Paris erhielt Holste zudem Auskünfte über das dortige Exemplar, den Claromontanus. Er ließ seine Ausgabe 1660 drucken, bekam jedoch keine Erlaubnis, sie zu veröffentlichen. Insbesondere die Formel für den päpstlichen Elekten galt an der Kurie als problematisch, da sie die Verurteilung von Papst Honorius I. als Häretiker beinhaltet; Giovanni Bona sprach sich deshalb gegen eine Veröffentlichung aus. Auszüge aus Holstes Ausgabe waren allerdings unter anderem Papebroich, Baluze und Labbe (1607–1667) bekannt.
Der Jesuit Jean Garnier, der von Holstes Ausgabe wusste, druckte 1680 den Liber diurnus auf Basis der damals in Paris befindlichen Handschrift C; in der Einleitung verteidigte er dabei ausführlich die Rechtgläubigkeit des Honorius. Die Ausgabe wurde von der Kurie gerügt, aber nicht auf den Index gesetzt. Der Mauriner Jean Mabillon, der den Vatikanischen Codex 1685 heimlich einsehen konnte, veröffentlichte 1687 eine scharfe Kritik an Garniers Ausgabe und führte zahlreiche Fehler auf. Mehrere Ausgaben des 18. und 19. Jahrhunderts basieren auf Garniers Text mit oder ohne Mabillons Verbesserungen, so unter anderem die Ausgabe von Jacques-Paul Migne in seiner Patrologia Latina (PL 105, 21–186).
Unter Papst Benedikt XIII. (1724–1730) wurden einige schon 1660 gedruckte, seither unter Verschluss gehaltene Exemplare von Holstes Ausgabe mit einem neuen Titelblatt (mit dem Datum „1658“) versehen; der fehlende Schlussteil wurde aus Garniers Ausgabe ergänzt. Auch der Titel wurde von Garnier übernommen.
Im Umfeld des Ersten Vatikanischen Konzils und der sogenannten Honorius-Frage herrschte lebhaftes Interesse am Liber diurnus; mehrere Gelehrte versuchten, Einblick in die einzige damals bekannte Abschrift zu erhalten. Augustin Theiner, der Präfekt der Vatikanischen Archive, gab mehrfach an, der Codex sei nicht auffindbar. Der Rechtshistoriker Eugène de Rozière (1820–1896) aber schaffte es, Garniers Edition mit der Vatikanischen Handschrift vergleichen zu lassen und veröffentlichte auf dieser Basis 1869 seine Ausgabe, die er mit umfangreichen Kommentaren versah. Lord Acton soll geplant haben, die Handschrift in den Wirren bei der Eroberung des Kirchenstaates 1870 zu entführen.
Theodor Sickel, der die Handschrift nur durch den Irrtum eines Bibliothekars ausgehändigt bekam, konnte sie abschreiben und erstellte auf Basis der älteren Drucke, seiner Kollationierung mit V und zahlreichen Parallelquellen die bis heute maßgebliche kritische Edition. Unmittelbar nach Erscheinen derselben gab der Bibliothekar der Ambrosiana bekannt, in seiner Bibliothek sei ein weiteres Exemplar zu finden. Hans Foerster legte 1958 eine Ausgabe vor, die alle drei Handschriften (A, C und V) berücksichtigte, aber anders als Sickel weitgehend auf Kommentare und textkritische Anmerkungen verzichtete.

## Ausgaben
- Lukas Holste (Hrsg.): Liber diurnus Romanorum Pontificum ex antiquissimo codice ms. nunc primum in lucem editus. typis Josephini Vannacci, Rom 1658 [nach 1724]; Digitalisat. (= Die editio princeps auf Basis von V, erst nach 1724 mit falschem Datum „1658“ veröffentlicht, siehe oben.)
- Jean Garnier (Hrsg.): Liber diurnus romanorum pontificum ex antiquissimo codice ms. nunc primum in lucem editus. Martinus, Paris 1680; Digitalisat (Auf Basis von Codex C.)
- Jean Mabillon und Michel Germain: Museum Italicum seu collectio veterum scriptorum ex bibliothecis Italicis [...]. Tomus I in duas partes distinctus [...]. apud viduam Edmundi Martini [...], Paris 1687, S. 32-37; Digitalisat. (Enthält Korrekturen zu Garnier auf Basis von V: zweite Auflage 1724.)
- Eugène de Rozière (Hrsg.): Liber diurnus, ou Recueil des formules usitées par la Chancellerie Pontificale du Ve au XIe siècle. Durand et Pedone-Lauriel, Paris 1869; Digitalisat. (Basiert auf indirekter Kenntnis von V.)
- Theodor Sickel (Hrsg.): Liber diurnus romanorum pontificum ex unico codice Vaticano. Temsky, Wien 1889; Digitalisat. (Kritische Edition, bis heute maßgeblich, aber ohne Kenntnis von Codex A.)
- Luigi Gramatica (Hrsg.): Il codice Ambrosiano del Liber diurnus Romanorum pontificum. Mailand 1921. (Faksimile von Codex A mit Kommentar.)
- Hans Foerster (Hrsg.): Liber diurnus Romanorum pontificum. Francke, Bern 1958; Digitalisat. (Diplomatische Edition auf Basis von A, C und V.)